# روتوشی
روتوشی (به صربی: Rutoši) یک منطقهٔ مسکونی در صربستان است که در نووا واروش واقع شده‌است. روتوشی ۸۸۷ نفر جمعیت دارد.